# Valašské Klobouky
Valašské Klobouky är en stad i Tjeckien.   Den ligger i regionen Zlín, i den östra delen av landet, 280 km öster om huvudstaden Prag. Valašské Klobouky ligger 401 meter över havet och antalet invånare är 5 201.
Terrängen runt Valašské Klobouky är huvudsakligen kuperad, men västerut är den platt. Runt Valašské Klobouky är det ganska tätbefolkat, med 108 invånare per kvadratkilometer. Närmaste större samhälle är Slavičín, 11,4 km sydväst om Valašské Klobouky. Omgivningarna runt Valašské Klobouky är en mosaik av jordbruksmark och naturlig växtlighet.